# L'última nit del Titanic

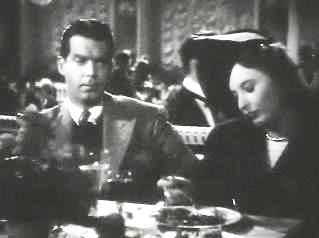
Fotometratge de la pel·lícula amb Fred MacMurray I Barbara Stanwyck.

L'última nit del Titanic (títol original A Night to Remember) és una pel·lícula britànica del 1958 dirigida per Roy Ward Baker. És una adaptació de l'obra homònima de l'historiador americà Walter Lord. La pel·lícula se centra en els testimonis d'uns cinquanta supervivents del famós naufragi del Titanic. Ha estat doblada al català.

## Argument
El 10 d'abril de 1912 el transatlàntic britànic Titanic surt, per primera vegada, de Southampton cap a Nova York amb més de dos mil passatgers. El 14 d'abril, a les 23.40h es dona l'avís de l'albirament d'un iceberg.
Malgrat que intenten virar immediatament, el glaç impacta contra el vaixell en un lateral. Després d'avaluar els desperfectes, el veredicte és inapel·lable: el Titanic està condemnat a enfonsar-se a l'Atlàntic en poc temps.
La tripulació fa baixar ràpidament els bots salvavides, bo i sabent que no hi ha lloc per a tothom. Mentrestant, en la llunyania, L'SS Californian assisteix al naufragi sense copsar la gravetat de la situació.

## Premis i nominacions

### Premis
- 1959. Globus d'Or a la millor pel·lícula estrangera de parla anglesa